# Rudy Ulloa
Rudy Fernando Ulloa Igor (* 1. April 1960 in Puerto Natales, Chile) ist ein chilenisch-argentinischer Medienunternehmer. Er galt als Ziehsohn und einer der engsten Vertrauten des argentinischen Präsidenten Néstor Kirchner.
Während Néstor Kirchner Gouverneur der Provinz Santa Cruz war, übernahm Rudy Ulloa den Fernsehsender Canal 2 von Río Gallegos. 2001 gründete er die Zeitung El Periódico Austral. Jorge Lanata gab 2007 an, dass Rudy Ulloa in der Zwischenzeit die Tageszeitung Página/12 übernommen habe.